# Wang LOCI-2
Il Wang LOCI-2 (Logaritmic Computing Instrument) è stato un calcolatore da tavolo prodotto dai Wang Laboratories dal 1965, primo prodotto programmabile della società americana. Venne usata dalla NASA durante la progettazione delle tute spaziali per la missione Apollo 11.

## Architettura
Il calcolatore usa un'architettura Harvard classica, dato che An Wang fece i propri studi ad Harvard ed ebbe occasione di conoscere le macchine usate lì. Il programma viene letto da una scheda perforata che ospita 80 passi di programma, che possono divenire 160 con due lettori di schede, mentre la memoria dati è inserita all'interno della macchina ed è, nella versione base, composta da due registri, espandibili a quattro o a sedici.
Capace di eseguire operazioni aritmetiche, salti condizionati e incondizionati - tramite la manipolazione diretta del contatore di programma - e trasferimenti tra registri, a differenza della coeva concorrente Programma 101 di Olivetti permetteva di eseguire direttamente operazioni come il logaritmo, l'antilogaritmo e il reciproco, senza necessità di caricare un programma apposito per farlo.